# Янохино
Янохино (укр. Янохіне; до 2024 года — Первомайское) — село (Меловский сельский совет, Изюмский район, Харьковская область, Украина.
Код КОАТУУ — 6320284003. Население по переписи 2001 г. составляло 78 человек (25/53 м/ж).

## Географическое положение
Село Первомайское находится на склонах балки, есть оползнеопасные участки, по дну течёт пересыхающий ручей с запрудой.
Село примыкает к реке Северский Донец, есть мост, на противоположном берегу много озёр.

## Происхождение названия
- Основано село Янохино (укр. Янохіне) в 1840 году.
- В 1921 году, с установлением Советской власти, было переименовано в село Первомайское в честь 1 мая.

Село названо в честь праздника весны и труда Первомая, отмечаемого в различных странах 1 мая; в СССР он назывался Международным днём солидарности трудящихся.
На территории Украинской ССР имелись 50 населённых населённых пунктов с названием Першотравневое и 27 — с названием Первомайское, из которых до тридцати находились в 1930-х годах в тогдашней Харьковской области.

## Экономика
В округе много газовых скважин.